# مناطق شهرداری رشت
شهر رشت به ۵ منطقه شهرداری تقسیم شده‌است این مناطق زیر مجموعه شهرداری رشت هستتند. در آبان ماه ۱۳۸۹ منطقه یک شهرداری با ۱۲۴ هزار و ۳۶۸ نفر جمعیت، منطقه ۲ شهرداری با ۱۲۳ هزار و ۵۹۹ نفر جمعیت، منطقه ۳ با ۱۲۶ هزار و ۳۰۷ نفر جمعیت، منطقه ۴ شهرداری با ۱۲۷ هزار و ۵۱۷ نفر جمعیت و منطقه پنج شهرداری با زیر پوشش قرار دادن ۱۲۳ هزار و ۷۰۹ نفر تعریف شده‌است.
به منظور افزایش دایره اختیارات مناطق شهری رشت تنها یک درصد درآمد مناطق به شهرداری مرکز پرداخت می‌شود و بقیه درآمدهای هر منطقه به‌طور مستقیم در همان منطقه هزینه می‌شود.
با توجه به جمعیت شهر تعداد مناطق شهری باید افزایش یابد که تاکنون اقدامی در این زمینه توسط استانداری و وزارت کشور صورت نگرفته‌است.
شهرهای سنگر و کوچصفهان هم‌اکنون هم مرز مناطق شهری رشت قرار دارند. و توانایی الحاق به عنوان مناطق مستقل شهری رشت همچون مناطق شهری ری و خوراسگان در شهرهای تهران و اصفهان را دارند.

## منطقه ۱
منطقه یک رشت یکی از مناطق شهر رشت است. با وسعتی برابر ۱۹۱۲ هکتار حدود ۱۸ درصد از مساحت کل شهر کلانشهر رشت را داراست.
جمعیت این منطقه در سال ۱۳۸۹ شمسی ۱۲۴ هزار ۳۶۸ نفر، حدود۲۰ درصد از جمعیت شهر رشت را شامل می‌شود. بر اساس تقسیم‌بندی جدید کل منطقه به سه ناحیه شهری تقسیم گردیده‌است.
از محلات آن می‌توان به کوی عرفان، پستک، کوی بهشتی، کاکتوس گلسار، بلوار گیلان، کوی حسینی، فخب، گلسار، کوی آزادگان، کوی علی‌آباد و رجایی، نیکمرام و معلم اشاره نمود. ساختمان اداری شهرداری منطقه یک نیز در بلوار معلم نبش چهارراه ویلانچ واقع گردیده‌است.

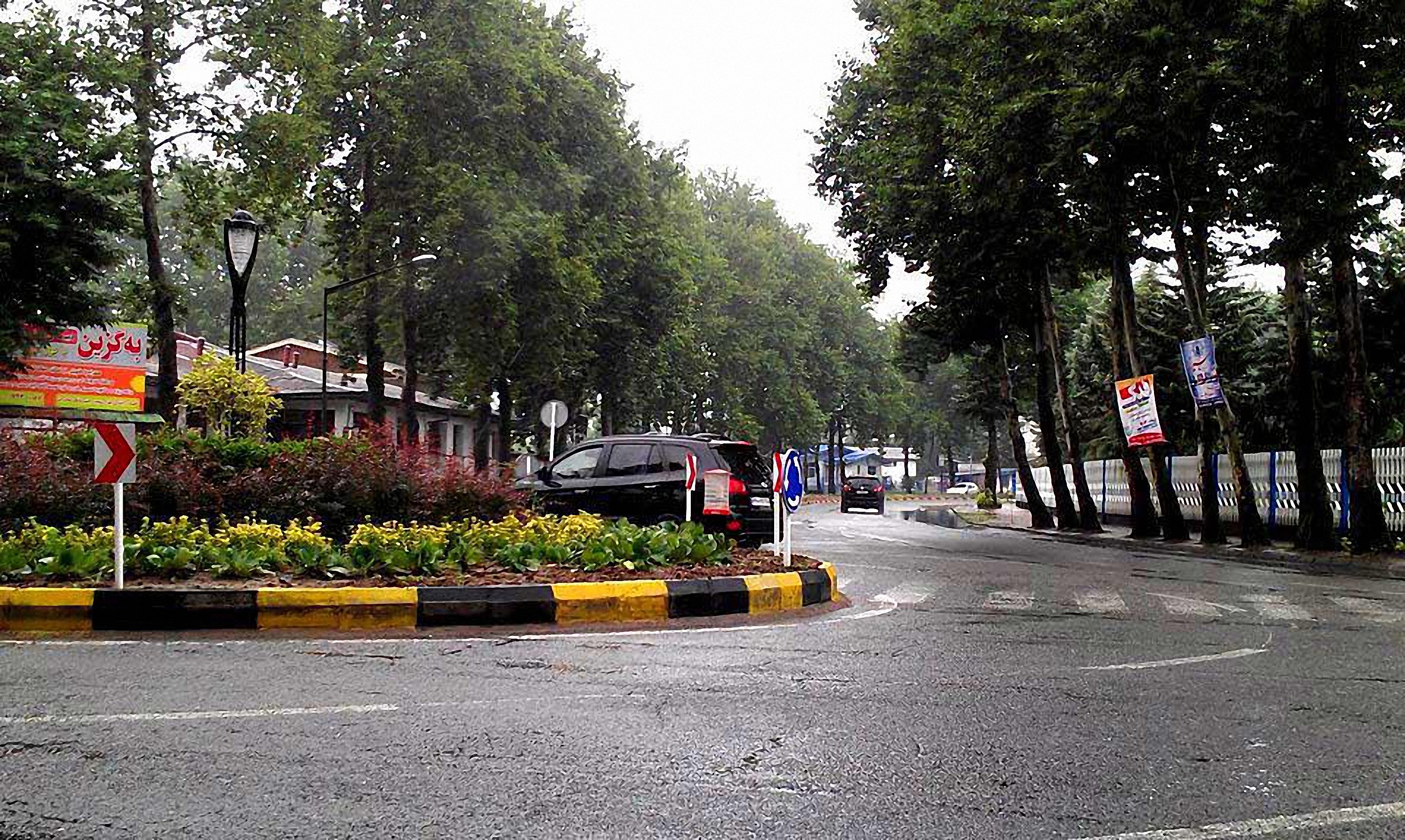
بلوار گیلان
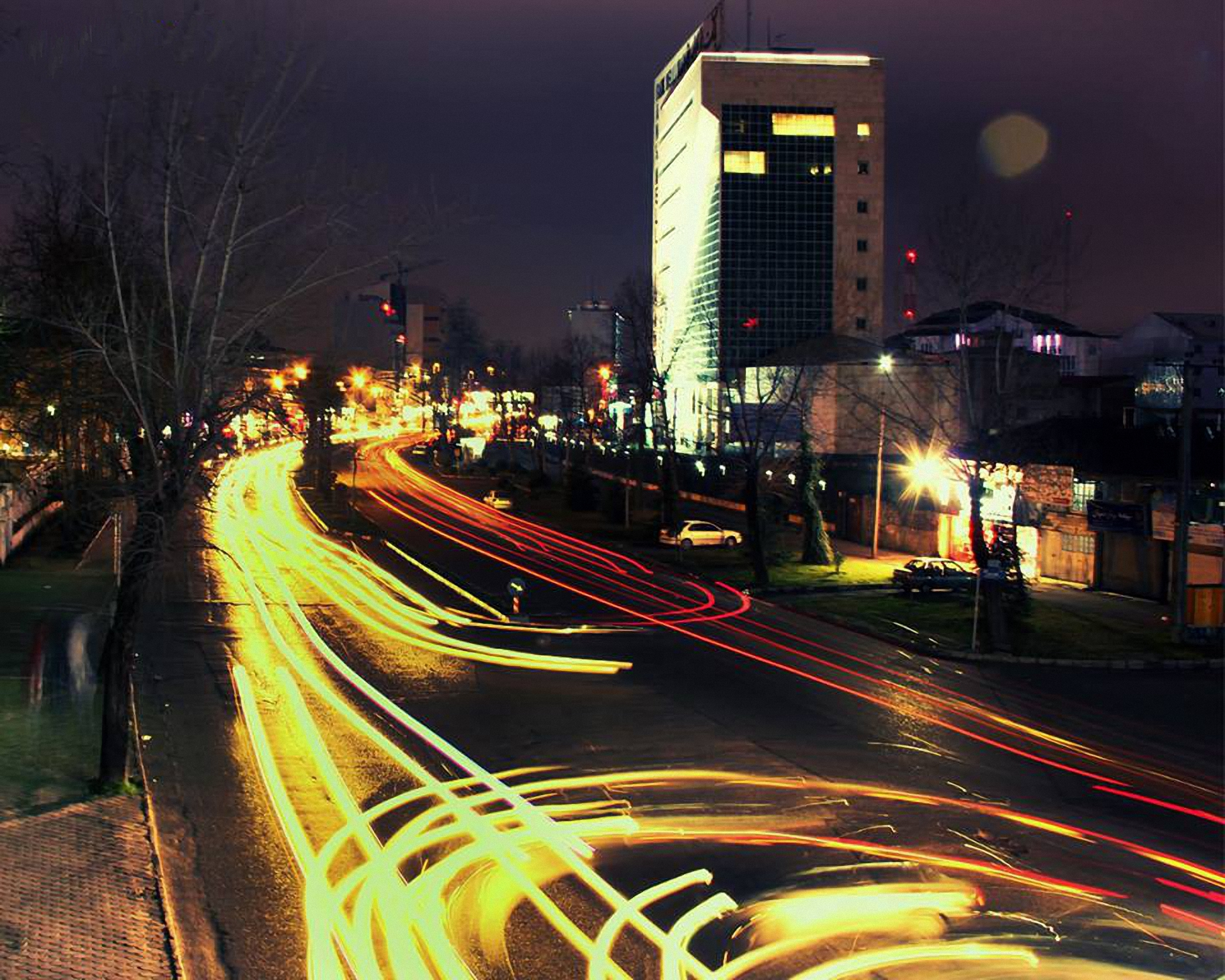
بلوار انصاری در شب
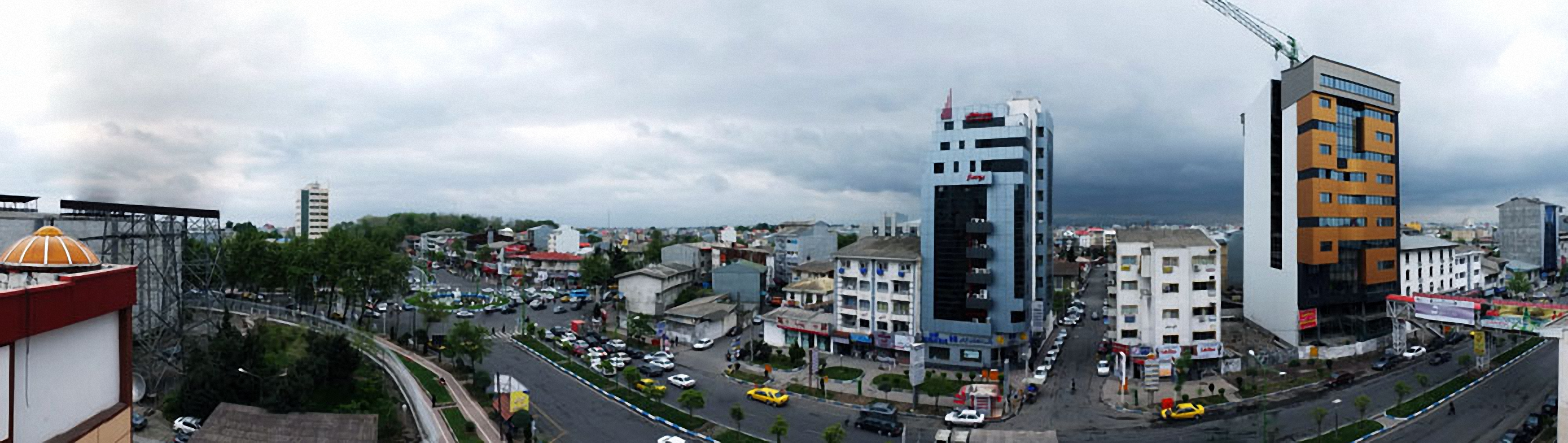
سراسر نما از بوسار رشت

## منطقه ۴
منطقه چهار شهرداری رشت یکی از مناطق شهر رشت است. شهرداری منطقه ۴ کلانشهر رشت با یک هکتار و ۷۹۹ متر مربع مساحت وسعت دارد.
جمعیت این منطقه در سال ۱۳۸۹ خورشیدی بیش از ۱۲۷ هزار ۵۱۷ نفر بوده است. شهرداری منطقه ۴ از ۱۱ محله و ۳ ناحیه تشکیل شده است.

## مناطق ۵
منطقه پنج شهرداری رشت یکی از مناطق شهر رشت است. این منطقه به مساحت ۴۵۰۰ هکتار، ۳ ناحیه و ۱۱ محله را کلانشهر رشت شامل می‌شود. گستردگی فعالیت‌های صنعتی و ورودی شهر رشت از سمت تهران از جمله ویژگی‌های بارز این منطقه است. همچنین استقرار مسکن مهر رشت و شهر صنعتی رشت در حریم قانونی این منطقه از ویژگی دیگر آن است.
جمعیت منطقه پنج در سال ۱۳۸۹ شمسی ۱۲۳ هزار و ۷۰۹ نفر بوده است.
شهرک مسکن مهر رشت در بخشی از یکی نواحی منطقه ۵ رشت واقع شده است. این شهرک از دومین شهر بزرگ استان گیلان نیز وسعت بیشتری دارد.

## پیوند به‌بیرون
- وبگاه شهرداری منطقهٔ یک رشت
- وبگاه شهرداری منطقهٔ دو رشت
- وبگاه شهرداری منطقهٔ سه رشت
- وبگاه شهرداری منطقهٔ چهار رشت
- وبگاه شهرداری منطقهٔ پنج رشت